# Ingeborg de Noruega
Ingeborg de Noruega (en nórdico antiguo: Ingibjörg Hákonardóttir; en sueco: Ingeborg Håkansdotter; en noruego: Ingebjørg Håkonsdatter); (1301 - 17 de junio de 1361) fue una princesa noruega y por matrimonio duquesa sueca con una posición en la regencia de Noruega de 1319 a 1327, y de Suecia hasta 1326 durante la minoría de su hijo, Magnus II Eriksson. En 1318-1319, Ingeborg fue la gobernante de facto de Suecia, y desde 1319 hasta 1326, de iure primera regente mujer de Suecia.

## Vida

### Primeros años
Ingeborg fue la única hija legítima del rey Haakon V de Noruega de su matrimonio con Eufemia de Arnstein. Cuando era niña fue comprometida con Magnus Birgersson, el hijo y heredero de Birger I de Suecia. Pronto después el compromiso fue disuelto por motivos políticos, y en 1305, Ingeborg fue comprometida con Erik Magnusson, duque de Södermanland, hermano menor del rey Birger I, por ello tío de su primer prometido. En 1312, Ingeborg y Erik se casaron en una boda doble en Oslo; al mismo tiempo, su prima Ingeborg Eriksdottir de Noruega, se casó con el hermano de Erik, Valdemar Magnusson. En su boda, la madre de Ingeborg, la reina Eufemia, publicó sus poemas famosos recientemente traducidos, las canciones de Eufemia. El matrimonio tuvo dos hijos antes de que Erik fuera asesinado.

### Líder del partido ducal
Tras el encarcelamiento de su esposo y de su cuñado Valdemar, Ingeborg y su prima y cuñada, Ingeborg Eriksdottir, lideraron a los seguidores de sus maridos. El 16 de abril de 1318, las dos duquesas firmaron un tratado en Kalmar con el duque danés Cristóbal de Halland-Samsö y el arzobispo Esgar de Lund para liberar sus maridos y no hacer paz con los reyes de Suecia y Dinamarca antes del tratado, y las duquesas prometieron cumplir con las promesas en nombre de sus maridos. Más tarde ese mismo año, sus maridos fueron asesinados.

### Regencia

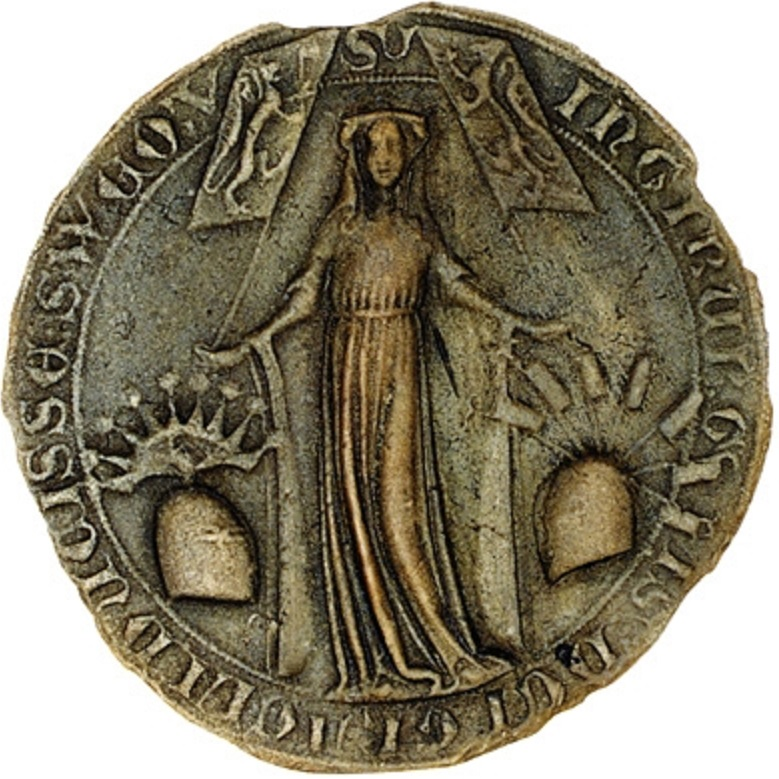
Sello de Ingeborg; Regente de Noruega 1319–1327, Regente de Suecia 1318–1326.

Su hijo Magnus, a la edad de 3 años, fue proclamado rey de Noruega tras la muerte de su padre. Ingeborg fue reconocida formalmente como regente de su hijo en Noruega. Pronto, los nobles suecos eligieron al joven Magnus como rey de Suecia después de deponer al Birger I, e Ingeborg fue nombrada regente de Suecia, entregándosele un asiento y voto en el gobierno sueco y el título: Ingeborg, por la gracia de Dios, hija de Haakon, duquesa en el reino de Suecia. Tuvo su propia corte en su residencia en Varberg. Cartas de 1318-1321 revelan que algunos hombres poderosos de Suecia hicieron que la duquesa emita documentos con su propio sello que les otorgase una compensación por haber apoyado a los asesinados duques Erik y Valdemar, y el derecho del pequeño Magnus al trono.
La posición exacta de Ingeborg en el consejo de regencia es difícil de definir debido a la falta de información. Mats Kettilumndsson, su aliado, presidió sobre el consejo de regencia "junto a" las dos "duquesas llamadas Ingeborg"; Ingeborg Haakonsdotter y su prima y cuñada, Ingeborg Eriksdottir. Magnus, ya rey de Noruega, fue elegido rey de Suecia como Magnus II Eriksson con la aprobación del consejo noruego en su presencia. Ingeborg fue la única con un asiento en los consejos de regencia y de estado en ambos reinos. Fue duquesa de sus propios feudos, los cuales eran autónomos durante su mandato, y tuvo un gran número de castillos que controlaban extensas zonas gracias a sus posiciones estratégicas.
"La posición de Ingeborg en la corte no estaba definida: era la madre del rey (Kongemor), pero sin ser reina viuda."

### Favoritos
Ingeborg fue criticada por su manera de tomar acciones políticas sin consultar a los consejos suecos y noruegos, y por utilizar el sello real de su hijo para beneficio propio. El 1 de octubre de 1320, Ingeborg perdonó sus propias deudas en Riga en su nombre de su hijo. Hizo grandes donaciones a sus seguidores. Canuto Porse había sido uno de los seguidores de su esposo y fue nombrado gobernador de Varberg. Ingeborg se rodeó de jóvenes hombres extranjeros, lo que se creía que afectó a sus políticas, de los cuales Canuto era el más conocido. El 12 de abril de 1321, el consejo sueco, después de recibir quejas del consejo noruego con respecto a un rumor de delitos y alborotos en las tierras de Ingeborg cometidos por extranjeros, le dijo a los noruegos que aconsejen a Ingeborg de escuchar más a los hombres experimentados en vez de a hombres extranjeros que eran novatos; se creó una ley qué prohibió a extranjeros ser parte del consejo sueco.

### El asunto de Escania
Ingeborg y Canuto tenían la ambición de incorporar a Escania (parte de Dinamarca) a los dominios de ésta. En 1321, Ingeborg arregló el matrimonio de su hija Eufemia con Alberto II de Mecklemburgo. Uno de los términos para este matrimonio fue que Mecklemburgo, Sajonia, Holstein, Rendsburg y Schleswig asistirían a Ingeborg en la conquista de Escania. Esto fue aprobado por el consejo de Noruega pero no por el de Suecia. Para financiar la invasión, Ingeborg tomó un préstamo de Stralsund con la promesa de comercio libre en Suecia y Noruega. Cuando las fuerzas de Ingeborg bajo el comando de Canuto invadieron Escania en 1322–23, Mecklemburgo traicionó a Ingeborg a Dinamarca y la alianza se rompió.

### Conflicto con los consejos y caída del poder
En 1322, un conflicto estalló entre Ingeborg y el consejo de regencia sueco; el consejo estatal firmó un acuerdo de que ninguna orden proveniente de Ingeborg de ahora en adelante sería aceptada sin la aprobación de todo el consejo, y todos los acuerdos hechos por ella con consejeros individualmente fueron anulados. En 1323, Ingeborg se vio obligada a aceptar los términos y ceder varios de sus castillos estratégicos y feudos.
El 20 de febrero de 1323, el consejo de regencia noruego también se rebeló contra Ingeborg. Fue acusada de abusar del sello real, de haber roto la paz con Dinamarca y de causarle grandes costos al reino, y fue reemplazada como cabeza de la regencia. Después de 1323, el poder de Ingeborg se vio limitado a lo que era aprobado por votos en los consejos, los cuales prácticamente le habían depuesto. El 14 de febrero de 1326, a cambio de perdonar sus deudas, Ingeborg tuvo que ceder varios feudos más, fue obligada a enviar a su amante Canuto Porse al exilio, y le quitaron toda autoridad política en el consejo de regencia sueco. En el consejo noruego, sin embargo, su firma fue necesaria en el tratado de paz entre Noruega y Sönderjylland el 14 de junio de 1327.
Ingeborg se casó con su amante, Canuto Porse, un noble de estatus inferior a ella, en 1327. Aunque se le permitió a Canuto convertirse en duque de Halland y ser el titular de las propiedades hereditarias de Ingeborg, su matrimonio fue otra razón por la que los suecos y los noruegos no permitieron a Ingeborg gobernar en estos reinos. En el año de su segundo matrimonio, Ingeborg fue despojada de su poder también en el consejo noruego.

### Últimos años
Su marido fue nombrado duque de Estonia en 1329. En 1330, Ingeborg enviudó por segunda vez. Sus hijos menores se convirtieron en duques de Halland. Su hijo mayor, el rey Magnus, fue declarado adulto en 1332, y aquel mismo año, Ingeborg aseguró la autoridad sueca (hasta 1360) sobre Escania. Después de la muerte de su segundo marido, Ingeborg otra vez tomó una posición importante en la vida de su hijo el rey, pero no se sabe cuánta influencia tuvo sobre él.
En 1336, Ingeborg le dio la bienvenida a su hija Eufemia y su yerno, Alberto II de Mecklemburgo; a Rudolf I de Sajonia-Wittenberg y a Enrique de Holstein con su flota propia para la coronación de su hijo Magnus y su esposa, Blanca de Namur, en Estocolmo. En 1341, Ingeborg y los condes Enrique y Claus de Holstein fueron a la guerra contra Valdemar de Schleswig, Juan de Holstein y la Liga Hanseática en Dinamarca. Ingeborg residía en Kalundborg en ese entonces y fue atacada por el rey Valdemar IV allí; después de dos años de acuerdos y conflictos, el asunto fue resuelto en contra de Valdemar IV, que igualmente recuperó el castillo de Copenhague. El rey Magnus selló la paz con la condición de que Valdemar cumpliera con la promesa que le había hecho a Ingeborg en el tratado de paz. En 1350, ella heredó el título y puesto de duque de Halland de su hijo menor, Canuto.
Ingeborg murió en 1361, a los 59 o 60 años.

## Hijos y familia
Con Erik Magnusson de Södermanland, Ingeborg tuvo dos hijos:
- Magnus VII de Noruega (1316-1374)
- Eufemia de Suecia, duquesa de Mecklemburgo (1317-c. 1370)

Con Canuto Porse, duque de Halland y Estonia, Ingeborg tuvo tres hijos:
- Haakon, duque de Halland (murió en 1350)
- Canuto, duque de Halland, (murió en 1350)
- Birgitta:[4] se casó con Jon Hafthorsson y tuvo descendencia.

## Legado
La controversia alrededor del segundo matrimonio de Ingeborg y la potencial sucesión de su hijo, Haakon, al trono noruego es una parte importante de la trama de la novela Kristin Lavransdatter de Sigrid Undset.